# Ручьи (Калининградская область)
Ручьи (до 1947 года нем. Bieberswalde, Биберсвальде) — посёлок в Гвардейском городском округе Калининградской области. До 2014 года входил в состав Знаменского сельского поселения.
Высота центра селения над уровнем моря — 21 м.

## История
Указом Президиума ВС РСФСР от 17 ноября 1947 года Биберсвальде переименован в поселок Ручьи.

## Население
| 2002 | 2010 |
| ---- | ---- |
| 92   | ↘85  |